# Tricot
 Tricot  es una población y comuna francesa, en la región de Picardía, departamento de Oise, en el distrito de Clermont y cantón de Maignelay-Montigny.

## Demografía
| 1001 | 1047 | 1102 | 1265 | 1294 | 1467 |
| Para los censos de 1962 a 1999 la población legal corresponde a la población sin duplicidades (Fuente: INSEE [Consultar]) |      |      |      |      |      |